# IC 4638
IC 4638 је спирална галаксија у сазвјежђу Херкул која се налази на листи објеката дубоког неба у Индекс каталогу.
Деклинација објекта је + 33° 30' 50" а ректасцензија 17h 1m 13,6s. Привидна величина (магнитуда) објекта IC 4638 износи 14,9 а фотографска магнитуда 15,6. IC 4638 је још познат и под ознакама MCG 6-37-21, CGCG 197-26, NPM1G +33.0393, PGC 59446.